# الورتزاغ
الورتزاغ أو أورتزاغ، جماعة قروية مغربية تقع في مقدمة جبال الريف الأوسط غرب مدينة تاونات ضمن نفوذ دائرة غفساي بجهة فاس مكناس.

## التاريخ
يعود تاريخ جماعة الورتزاغ والمعروفة تاريخيا بقبيلة سلاس إلى عهود غابرة في الزمن، حيث عرفت استيطانا بشريا منذ القدم. وهو أمر طبيعي باعتبار موقعها الهام والاستراتيجي على حوض ورغة الذي يعتبر بهذه المنطقة بوابة لسهل الغرب (قبل بناء سد الوحدة) من جهة ولجبال الريف الأوسط من جهة أخرى.

### التاريخ القبلي

#### بنو ورتزاغ
يعتبر حوض ورغة موطن لقبائل صنهاجية عديدة منها بني ورتزاغ فيذكرهم ابن خلدون في كتابه العبر:
<<«فشتالة وسطة وبنو ورياغل وبنو أحمد وبنو مزكلدة وبنو عمران وبنو دركول و ورتزغ وملوانة وبنى وامرد ومواطن هؤلاء كلهم بورغة وامركو يحترفون بالحياكة والحراثة ويعرفون لذلك صنهاجة البز وهم في عداد القبائل المغارمة ولغتهم في الأكثر عربية»>>. 
وقد كنت قبائل المنطقة الامازيغية في عهد ابن خلدون ناطقة بالعربية.

#### سلاس
تعتبر سلاس من القبائل القادمة من الاندلس والتي ترجع أصولها لأمازيغ زناتة. ومنهم ابن حسون ويحيى بن يحيى الليثي.

فيذكر محمد صديق نسب محمد يحيى بن يحيى:
<<«يحيى بن محمد بن كثير بن سلاس الليثي وأًصله من البربر»>>
وينسب ابن حزم بنو الليث السلاسيين لزناتة:
<<«زناتة ومنهم بني الخروبي وأصلهم من لقنت وبنو الليث من شنت فيلة ومنهم يحيى بن محمد»>>
ويستقر جزء من بنو الليث في نواحي مدينة تطوان بينما استوطن الجزء الآخر بجانب قبيلة ورتزاغ واندمجوا فيما بينهم.

### التاريخ الإداري
تم إحداث مركز الوردزاغ بموجب القرار الوزيري الصادر بتاريخ 26 أبريل 1948  وذلك بمناسبة الزيارة الملكية لمركز الوردزاغ التي قام بها جلالة الملك محمد الخامس، وبموجب الظهير الشريف المؤرخ في 13 فبراير 1953 تمت المصادقة على تصميم تهيئة المركز وضابطته 
أما إحداث الجماعة القروية للوردزاغ فقد تم بموجب المرسوم رقم 1834-59-2 بتاريخ 02/12/1959 ، وقد أسست باسم جماعة ورتزاغ منتمية إداريا آنذاك إلى إقليم فاس ضمن نفوذ دائرة قرية با محمد

## الجغرافيا الطبيعية

### التضاريس
تقع جماعة الوردزاغ في مقدمة الريف الأوسط تمتاز بتضاريس جبلية قليلة الارتفاع، حيث تصل أعلى قمة إلى 800 متر (جبل سيدي مسعود)، تحدها شمالا جماعة كيسان وجنوبا وغربا جماعة اجبابرة وشرقا جماعة كلاز.
تضاريس الجماعة يغلب عليها الطابع الجبلي بشكل عام الطابع الجبلي الا انها غير شديدة الارتفاع بحيث توفر ظروف عيش ملائمة، كما تشكل التلال نسبة مهمة من تضاريس الجماعة. اما المناطق المنخفضة فتشكل ما يقرب من 20 بالمائة من مجموع تضاريس المنطقة. هذه التضاريس الغير الصعبة كانت وراء استيطان السكان لهذه المنطقة منذ غابر الازمان. كما ان التربة المتشكلة في غالبها من التيرس والحمري ملائمة للزراعة والتشجير.

### المناخ
تتميز الجماعة بمناخ متوسطي قار بارد في فصل الشتاء وحار جاف في فصل الصيف،
وتتميز التساقطات المطرية بالتفاوت من سنة إلى أخرى إذ وصلت مثلا إلى 803 مليمترات خلال سنة 2010، والتي اعتبرت سنة مطيرة كما أنها تتراوح بين 400 و 600 مليمتر خلال السنوات العادية، أما خلال السنوات الجافة فيمكن أن تقل عن 300 مليمتر. ويوضح الرسم البياني المعدل الشهري للتساقطات المطرية بالجماعة.

### المقالع
تتوفر الجماعة على مقلعين مهمين يوفران الشغل للعديد من السكان الذين يجاورون هذه المقالع لكل من دواوير ادشروف وبني مومن وعين شجرة الا أنها لا توفر للجماعة مداخيل مهمة وذلك نظرا لتدخل عدة ادارات في تدبير المقالع وأهمها وكالة حوض سبو.

### الوديان
ان هذه الوديان من أهم مايميز تضاريس الجماعة، الا أنه يلاحظ في السنوات الاخيرة قرب تحول مجاري هذه الوديان إلى مخاطر طبيعية حقيقية وذلك بفعل الاف الاطنان من الاتربة المتراكمة على طول حقينة السد بتراب الجماعة، حيث يلاحظ اختفاء بعض المعالم والتضاريس التي كانت تظهر فوق طبيعة المكان مهددة حقينة السد بتراكم هذه الاتربة عوض المياه. هذه الظاهرة تفسر وجود تعرية نشيطة بمحيط سد الوحدة، وسيصير الامر أكثر خطورة ان لم يتم تشجير المنطقة.

## الموارد الطبيعية

### الموارد المائية
يشق تراب الجماعة واديين كبيرين هما ورغة واولاي ويمتازان بدوام جريانهما، بالإضافة إلى وجود العديد من المنابع والنقط المائية التي يتزود منها السكان القرويون. الا ان استثمار هذه الموارد بشكل عقلاني ومستديم يبقى رهانا حقيقيا لتلبية حاجيات الساكنة من الماء الصالح للشرب.

### الموارد الغابوية
يلاحظ ان مساحة هامة تشغلها الغابات بتراب الجماعة تقدر ب 3800 هكتار، وهي قيمة مضافة طبيعية وبيئية يجب الحفاظ عليها وصيانتها وتنميتها خصوصا وأنها تتوفر على بعض الاصنا ف الشجرية النادرة على المستوى الوطني وكذا الحفاظ على مختلف أنواع الوحيش المتواجد بها وخاصة القنية المتوفرة بكثرة، وفي هذا الإطار تخصص الجماعة سنويا خلال فصل الصيف أعوان لحراستها في إطار محاربة حرائق الغابات، وقد سجل السكان بارتياح خلال الورشات التشاركية قرب افتتاح مصلحة الوقاية المدنية بتراب الجماعة للتدخل بسرعة أثناء الحرائق. وتتعدد أنواع الاشجار المتواجدة وخاصة العرعار والبلوط والصفصاف والاوكاليبتوس والدرو والزيتون البري وساسنو. وللإشارة تشكل بعض المنتوجات غذاء للسكان، وكل غابات الجماعة محاطة بالدواوير، إذ ينبغي الالتفات اليهم وتدعيمهم بمختلف الاعلاف والمساعدات الغذائية حتى لا يعتمدوا كليا على الغابة من خلال الرعي أو اجتثات الاشجار. وخلال مقابلة مع المسؤول عن مصلحة المياه والغابات بالوردزاغ اكد هذا الاخير إلى ان أهم مشكل يعاني منه هذا القطاع هو اقدام العديد من السكان على التفحيم العشوائي، وهو مشكل ممكن التغلب عليه بهيكلة تعاونيات أو جمعيات تشتغل في هذا الإطار بشكل قانوني.

### موارد الصيد البحري والنهري
نظرا للمساحة الشاسعة التي تحتلها الغابة من مجموع تراب الجماعة، فهي مرتع خصب للعديد من أنواع الوحيش كالقنية واليمام البري والحجل والخنزير البري. وبعد انجاز معلمة سد الوحدة ظهر إلى الوجود نشاط مهني متعلق بالثروات السمكية التي تتوفر بحقينة السد، وللإشارة غنية هي الانواع السمكية المتواجدة حيث هناك: البلاك (الأكثر جودة واقبالا عليه من طرف المستهلكين حيث يصل ثمن الكيلوغرام الواحد إلى 30 درهم) بالإضافة إلى الكلاص حيث يمتاز بكبر حجمه الذي قد يتعدى 10 كيلوغرامات، وما يطلق علية بعويشة والبوقة والباربو.

## الموارد البشرية
تتميز الموارد البشرية للجماعة بسيادة الفئة الشابة على بنيتها الديموغرافية إضافة إلى تقارب بين نسبتي الذكور والإناث مما يعتبر ميزة إلا أنه تطرح عدة تحديات أبرزها سيادة الأمية وانخفاض مستوى التعليم ومحدودية الآفاق، مما يدفع بالعديد من الساكنة بالهجرة إلى المدن بحثا عن العمل أو ظروف عيش أحسن.
وبلغ عدد سكان الجماعة 14577 نسمة حسب الإحصاء الميداني 2010، وهذا العدد يعرف انخفاض نسبي منذ منتصف التسعينات رغم تحسن مستوى العيش بشكل ملموس وتعميم الكهربة القروية والمسالك الطرقية حيث ان الهجرة القوية لا زال العامل الاساسي في استنزاف القوة البشرية للجماعة

### المؤشرات الديموغرافية
تتوزع المؤشرات الديموغرافية لسكان الجماعة في الجدول التالي:

### مؤشرات المستوى التعليمي
تتميز المستويات التعليمية لدى ساكنة الجماعة بتفاوت كبير سواء تعلق الامر بالفئات العمرية أو بين الذكور والإناث